# Гай Фонтей Капитон (консул 12 г.)
Вижте пояснителната страница за други личности с името Гай Фонтей Капитон.
Гай Фонтей Капитон (на латински: Gaius Fonteius Capito) е римски сенатор на ранната Римска империя през началото на 1 век.

## Биография
Капитон е син на Гай Фонтей Капитон (суфектконсул 33 пр.н.е.). През 12 г. Капитон e консул заедно с Германик. Суфектконсул става Гай Виселий Варон. След 10 години през 22/23 г. Капитон става управител на провинция Азия.